# Bracon thurberiphagae
Bracon thurberiphagae är en stekelart som först beskrevs av Muesebeck 1925.  Bracon thurberiphagae ingår i släktet Bracon och familjen bracksteklar. Inga underarter finns listade.